# 桃心之劍
《桃心之劍》（桃キュン剣）前身本為2009年由西陣株式會社所製造的彈珠機「CR桃心之劍」，並且把桃太郎設定為女孩。後來有志人士推動網絡輕小說計劃促成其系列之誕生，並製作成有聲電子輕小說。
第1部《桃心之劍 ～星與黃金的太刀～》在2012年8月31日公開。第2部《桃心之劍 ～雪與白銀的少女～》在2013年7月12日公開。2014年1月宣布動畫化，聲優陣容基本沿用了原電子輕小說的陣容，7月播出電視動畫，同時西陣推出第二彈彈珠機「CR桃心之劍〜星與黃金的太刀〜」。

## 故事簡介
講述從桃子出生的女主角桃子擁有變身成四種不同形態的能力，繼而與敵對的「鬼族」戰鬥的故事。
第1部 桃心之劍 ～星與黃金的太刀～（モモキュンソード 〜星と黄金の太刀〜）
第2部 桃心之劍 ～雪與白銀的少女～（モモキュンソード 〜雪と白銀の少女〜）

## 登場角色

### 天界
桃子（配音：竹達彩奈）
桃子中出生的天然系美少女，後被老奶奶撿到，並取名桃子。其父親是鬼族，而母親是天女。
與「三神」——犬神、猿神和雉神一起生活。能與犬神、猿神、雉神一起使用變身技「憑依合體」。
犬神附身
武器是斧槍。
猿神附身
武器是手甲鈎。
雉神附身
武器是弓。

#### 三神
犬神（配音：羽多野渉）
桃子的同伴中唯二的男性之一。負責桃子童年的教育。
猿神（配音：森久保祥太郎）
桃子的同伴中唯二的男性之一。教導桃子的劍術，本人擅長近身肉搏戰。
雉神（配音：今井麻美）
是桃子同伴中唯一的女性，可以變身成人。對桃子而言尤如姐姐的存在，擅長偵察和空中作戰。

#### 天女隊
林檎（配音：三上枝織）
天界所屬的天女隊。火之天女。特徴是赤色的短髮，服裝以紫色為基調。
有很強正義感，性格活潑。
水花（配音：三森鈴子）
天界所屬的天女隊。水之天女。特徴是綠色的長髮，服裝以綠色為基調。
年紀最大，對自己的身材很有自信（也確實是最好的）。
花梨（配音：大坪由佳）
天界所屬的天女隊。風之天女，做事少根筋且沒有什麼自信。特徴是金色的雙馬尾長髮，服裝以藍色為基調。
栗（配音：大久保瑠美）
天界所屬的天女隊。地之天女。特徴是茶色的長髮辮子，服裝以棕色為基調。
年紀最小，平時給人的感覺是面癱加毒舌屬性，有腐女傾向。

#### 高層
皇天女（配音：淺野真澄）
統率天界的女神。很在意自己的年齡。
櫛名田（配音：下田麻美）
奇稻田姬，皇天女的輔佐官。有被當成祭品的癖好。

### 鬼族

#### 王族
邪鬼王（配音：銀河萬丈）
鬼族的王和鬼姬的養父。
鬼姬（配音：津田美波）
鬼族的公主，邪鬼王的養女，桃子的對手。其實與桃子是姐妹，同樣是桃中出生。

#### 四凶
艷鬼（配音：高橋智秋）
邪鬼王屬下四凶將軍之一，是當中唯一女性。在地位上既是鬼姬的姐姐也是如同母親般的存在，武器是鞭子。非常喜歡年輕的少年少女，一旦捕獲便會做些色色的事情。
鐵鬼（配音：江川央生）
邪鬼王屬下四凶將軍之一，是第一個出現的將領級鬼族。武器是鐵棒。
幻鬼（配音：菅沼久義）
邪鬼王屬下四凶將軍之一，擅長使用幻術，只要沒有被破解或自身被打敗，就可近乎無限的持續下去。勞碌命本質，還帶有點M屬性。
妖鬼（配音：長）
邪鬼王屬下四凶將軍之一。戰鬥力不高，依靠毒和計謀來分裂人心，有著不下於邪鬼王的野心，最終在奪取三千桃實的力量時被撐爆而死。

### 人界
安倍晴明（配音：日野聰）
朝廷派遣的陰陽師，實力高超。
饕餮（配音：加藤英美里）
晴明的式神。
輝夜姬（配音：小松未可子）
來自月亮的瘋狂科學家，收集仙桃碎片是為了利用仙桃的力量返回月球。

## 網絡輕小說
青二Production聲優事務所負責此部網絡輕小說系列之配音。

### 製作人員
- 劇本：前山信頼
- 角色設計：関山成人
- 作畫協力：
- 音樂製作：
- 灌錄協力：

### 主題曲
片頭曲「幸福的結局（ハッピーエンド）」
主唱：天女隊 林檎（三上枝織）
片尾曲「聯繫（キズナ）」
主唱：鬼姬（津田美波）

## 電視動畫
改編動畫內容為「桃心之劍 ～星與黃金的太刀～」，動畫由tri-slash×project No.9聯合製作，2014年7月開始播放電視動畫。

### 製作人員
- 企劃、原案：（「桃心之劍 星與黃金的太刀」）
- 監督：柳伸亮
- 系列構成、劇本：玉井☆豪
- 角色原案：関山成人
- 角色設計、總作畫監督：冨岡寛
- 道具設計：大河原晴男
- 動作監修：加藤洋人
- 美術監督、設定：柴田千佳子
- 色彩設計：兒玉尚子
- 攝影監督：
- 編集：齊藤朱里
- 音響監督：菅原輝明
- 音樂：岩崎文紀
- 音樂製作：飛狗
- 音響、音樂製作：野崎圭一
- 執行製作人：高田潤
- 動畫製作人：遠藤誠、岸田幸士
- 制作：糀谷智司
- 動畫製作：
- 製作：

### 主題曲
片頭曲
「桃色幻想（桃色ファンタジー）」
填詞：深川琴美 / 作曲、編曲：倉内達矢 / 歌：千菅春香
第1話作為片尾曲使用。
片尾曲
「桃心之劍（モモキュンソード）」（第2話－第5話、第7話－第12話）
填詞：北川勝利、acane_madder / 作曲、編曲：北川勝利 / 歌：桃子（竹達彩奈）
在第1話未使用。
「Ready Go!! -絕對無敵的天女隊-（Ready Go!! -絶対無敵の天女隊-）」（第6話）
填詞：SugarLover / 作曲：齋藤悠彌 / 編曲：齋藤悠彌、宝野聡史 / 歌：天女隊［林檎（三上枝織）、水花（三森鈴子）、栗（大久保瑠美）、花梨（大坪由佳）］
插入曲
「Mission Complete!」（第3、11話）
填詞： / 作曲：齋藤悠彌 / 編曲：齋藤悠彌、N@oki / 歌：天女隊［林檎（三上枝織）、水花（三森鈴子）、栗（大久保瑠美）、花梨（大坪由佳）］
「兩個奇蹟（ふたつの奇跡）」（第9、12話）
填詞：SugarLover / 作曲、編曲：齋藤悠彌 / 歌：桃子（竹達彩奈）、鬼姬（津田美波）
「Rival≒Friend」（第12話）
作詞：光海ひろあき。 / 作曲・編曲：寶野聰史 / 歌：桃子（竹達彩奈）、鬼姬（津田美波）

### 各話列表
| 話數     | 日文標題              | 中文標題                      | 分鏡     | 演出       | 作畫監督                                        | 總作畫監督 | 場景                     | 甜心預告 （介紹特產）                 |
| -------- | --------------------- | ----------------------------- | -------- | ---------- | ----------------------------------------------- | ---------- | ------------------------ | ------------------------------------- |
| 第壹話   | [ 註 1 ]              | 附身合體！桃心之劍！！        | 柳伸亮   | 土屋康朗   | 山口飛鳥、菱沼祐樹                              | 冨岡寛     | 備前之國 桃里郷          | 桃子 （神戶牛、但馬牛、三田牛）       |
| 第貳話   |                       | 合緣鬼緣！？鬼姬登場！        | 加藤洋人 | 大河原晴男 | 加藤洋人                                        | 野口孝行   | 播磨之國                 | 犬神 （大和牛、柿葉壽司）             |
| 第話     |                       | 一心同體 天女隊！？           | 倉谷涼一 | 倉谷涼一   | 高瀬言                                          | 冨岡寛     | 大和之國                 | 天女隊 林檎 （蜜柑、御茶、山葵）      |
| 第肆話   |                       | 豐乳亂舞！？三保之松原        | 吉本欣司 | 稲葉友紀   | PARK YUN-OK KIM BONG DUCK                       |            | 駿河之國                 | 猿神 （金目鯛、魩仔魚、鮪）           |
| 第伍話   |                       | 疑心暗鬼！？潛伏在霧中的陷阱  | 八田洋介 | 浅見松雄   | 日高真由美、武田薫 福島豊明                     | 山口飛鳥   | 相模之國                 | 天女隊 栗 （落花生）                  |
| 第陸話   |                       | 歌姬爆誕！天女隊出道〜！      | 飯村正之 | 飯村正之   | 一居一平、竹上貴雄 吉岡敏幸、JANG MINHO         | 冨岡寛     | 上總之國                 | 雉神 （片木蕎麥、淋醬豬排、御米）     |
| 第柒話   |                       | 喪失危機！？桃子重要的東西    | 坂田純一 | 日下直義   | 野本正幸、北山景子                              | 山口飛鳥   | 越後之國                 | 櫛名田 （比內地雞、烤碾米棒）         |
| 第捌話   |                       | 桃色企劃♡蒸氣中消失的內衣！？ | 八田洋介 | 八田洋介   | 渡辺奏、下川寿士 鈴木彩子、北山景子 Jang minho  | Jang minho | 出羽之國                 | 鬼姬 （烤蕎麥餡餅、野澤菜、信州蕎麥） |
| 第玖話   | 超急展開!?モモの秘密! | 超急展開！？桃子的秘密        | 中川岳洋 | 川越崇弘   | 竹內昭、北山景子 Jang Min Ho                    | 富岡寬     | 越前之國 信濃之國        | 皇天女 （京野菜、鱧、湯葉）           |
| 第拾話   |                       | 驚天動地！逆襲的鬼島！！      |          | 佐佐木真哉 | 服部憲知、酒井Kei 舛館俊秀、木村剛 向山佑治     | 山口飛鳥   | 山城之國 平按京 備前之國 | 天女隊 花梨與水花 （鬼饅頭）          |
| 第拾壹話 |                       | 最終決戰！桃子對邪鬼王！！    | 加藤洋人 | 加藤洋人   | 加藤洋人                                        | -          | 鬼島                     | 桃子、鬼姬 （飛驒牛、松坂牛、米澤牛） |
| 第拾貳話 |                       | 桃色幻想！桃心之劍♡           | 吉本欣司 | 川西泰二   | 渡邊奏、北山景子 Jang minho、Yu Min Zi 下川壽士 | 冨岡寬     | 鬼島                     | 不適用                                |

### 播放電視台
日本深夜動畫：下文記載的日本国内播放時間使用日本標準時間（UTC+9）表示。因為部分時間标识會採用30小时制，因此請留意这类超过24:00的时间，其實際播放時間為翌日清晨。
| 播放地區 | 播放電視台   | 播放日期               | 播放時間（UTC+9）         | 所屬聯播網     | 備註                 |
| -------- | ------------ | ---------------------- | ------------------------- | -------------- | -------------------- |
| 東京都   | TOKYO MX     | 2014年7月9日－9月24日  | 星期三 0:30－1:00         | 獨立UHF局      |                      |
| 兵庫縣   | 陽光電視台   | 2014年7月9日－9月24日  | 星期三 0:30－1:00         | 獨立UHF局      |                      |
| 京都府   | KBS京都      | 2014年7月9日－9月24日  | 星期三 1:00－1:30         | 獨立UHF局      |                      |
| 愛知縣   | 愛知電視台   | 2014年7月9日－9月24日  | 星期三 1:35－2:05         | 東京電視網     |                      |
| 日本全國 | AT-X         | 2014年7月9日－9月24日  | 星期三 22:00－22:30       | 卫星电视（CS） | 有重播               |
| 日本全國 | BS11         | 2014年7月10日－9月25日 | 星期四 0:00－0:30         | 卫星电视（BS） | 「ANIME+」節目       |
| 日本全國 | 萬代頻道     | 2014年7月10日－9月25日 | 星期四 0:00 更新          | 网络电视       |                      |
| 福岡縣   | TVQ九州放送  | 2014年7月10日－9月25日 | 星期四 3:40－4:10         | 東京電視網     |                      |
| 日本全國 | NICONICO直播 | 2014年7月11日－9月26日 | 星期五 23:30－星期六 0:00 | 网络电视       |                      |
| 日本全國 | NICONICO頻道 | 2014年7月12日－9月27日 | 星期六 0:00 更新          | 网络电视       | 第2話－第5話付費收看 |
| 日本全國 | GyaO!        | 2014年7月17日－9月25日 | 星期四 0:00 更新          | 网络电视       | [ 註 2 ]             |

### 藍光
| 卷 | 發售日         | 收錄話        | 規格編號      |
| -- | -------------- | ------------- | ------------- |
| 上 | 2014年10月22日 | 第1話－第4話  | KDPJ-20141001 |
| 中 | 2014年11月26日 | 第5話－第8話  | KDPJ-20141002 |
| 下 | 2015年1月15日  | 第9話－第12話 | KDPJ-20141003 |

## 外部連結
- CR桃心之劍 （页面存档备份，存于）（日語）
  - CR桃心之劍 星與黃金的太刀 （页面存档备份，存于）（日語）
- 桃心之劍 官方網站 （页面存档备份，存于）（日語）
- 電視動畫「桃心之劍」官方的X（前Twitter）（日語）
- 桃心廣播 （页面存档备份，存于）（日語）
- 桃心頻道 （页面存档备份，存于）（日語）